# L'Óssol
L'Óssol (o Òssol, acceptable segons l'IEC) és una masia de Granera (Moianès). Com d'altres topònims catalans, s'ha escrit, tradicionalment, de manera prenormativa: Ossul (també Óssul i Òssul) o Osul, principalment. Està documentada des del segle XV (concretament, des de l'any 1497) i és una obra inclosa a l'Inventari del Patrimoni Arquitectònic de Catalunya.

## Situació

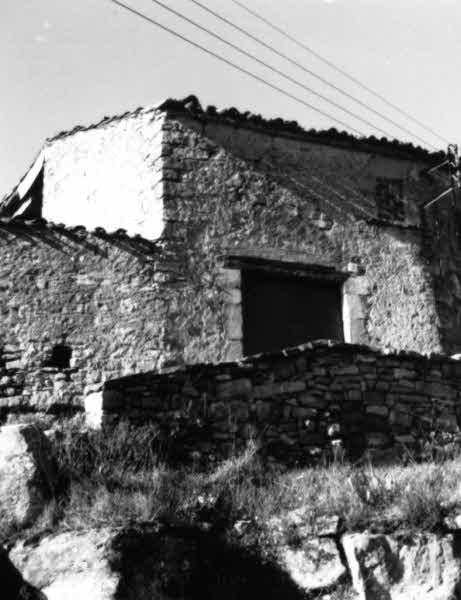
Portal d'entrada de l'Óssol el 1990

Està situada a 742,4 metres d'altitud, dalt d'un turonet, al sud-est del Barri del Castell, en un rodal format per les masies de Coronell (oest), la Païssa i el Clapers (sud-est), la Riera (nord) i Tantinyà (nord-est). S'hi accedeix des de la masia de la Riera, des de la qual surt cap al sud una pista rural en bon estat que en quasi 650 metres mena a la masia de l'Óssol. El primer tram d'aquest camí, fins a prop de l'Óssol, discorre pel marge esquerre del torrent de la Riera.

## Descripció
De composició asimètrica, el parament és treballat amb grans carreus de pedra disposada irregularment a un costat de l'edifici, mentre que la resta està feta de maçoneria. L'accés a la casa es realitza a través de dues rampes, el portal, reconstruït, conserva les pedres laterals. Al costat dret sembla haver existit una torre de defensa, ja que conserva 8 espitlleres disposades simètricament. A la part davantera del mas i al costat esquerre també es poden veure espitlleres. La part posterior té uns petits annexos que fan alhora de contraforts. Es conserven dues finestres, una amb llinda plana i l'altre amb llinda d'una sola peça en arc de mig punt. A la part posterior hi ha una petita era. Degut a aquestes característiques podríem parlar d'una masia fortificada, ja que es troba en un lloc privilegiat. Es poden veure Tantinyà, Puigdomènech, Salomó i el poble de Granera.

## Galeria d'imatges

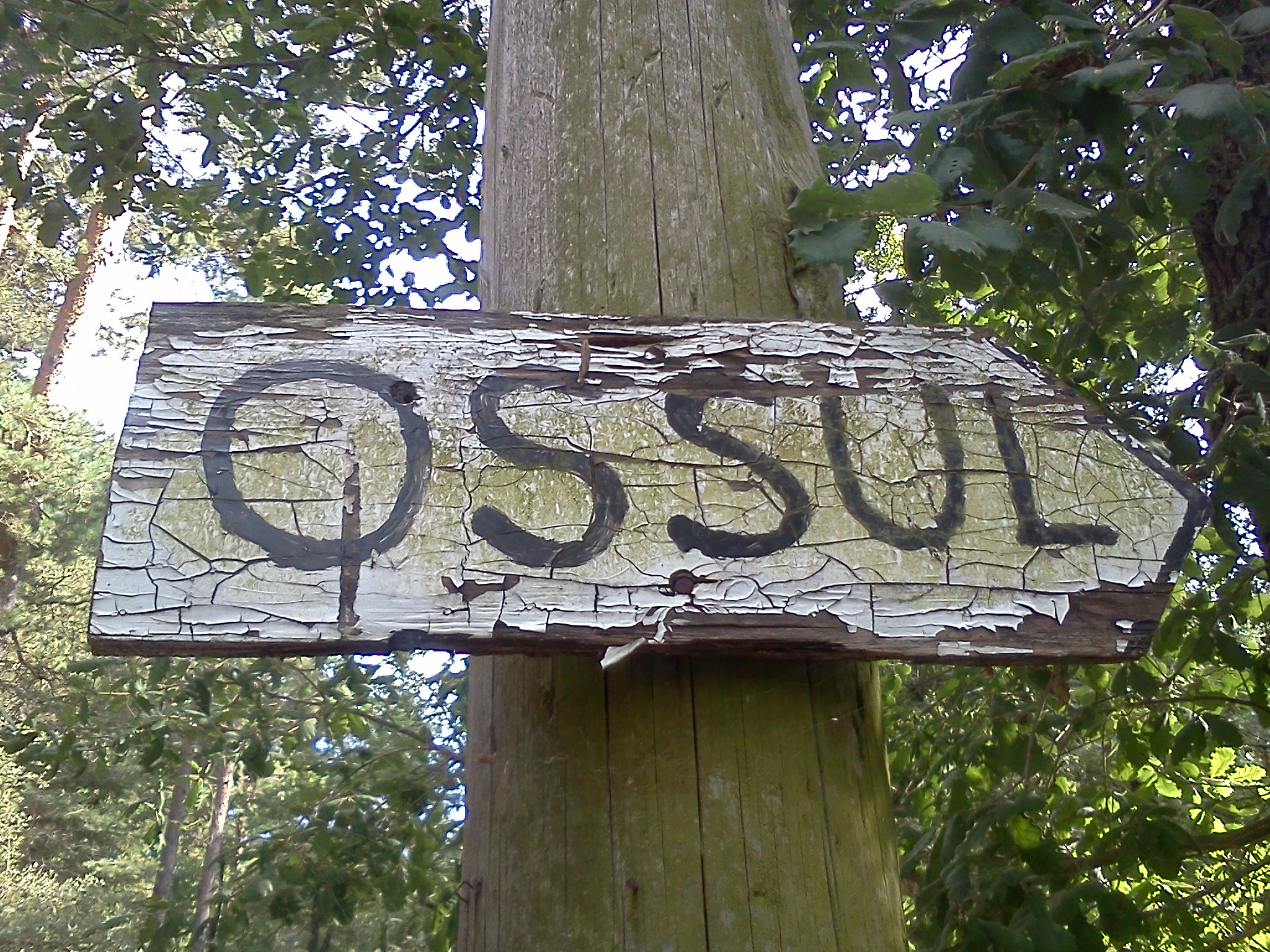
Cartell de l'Óssol
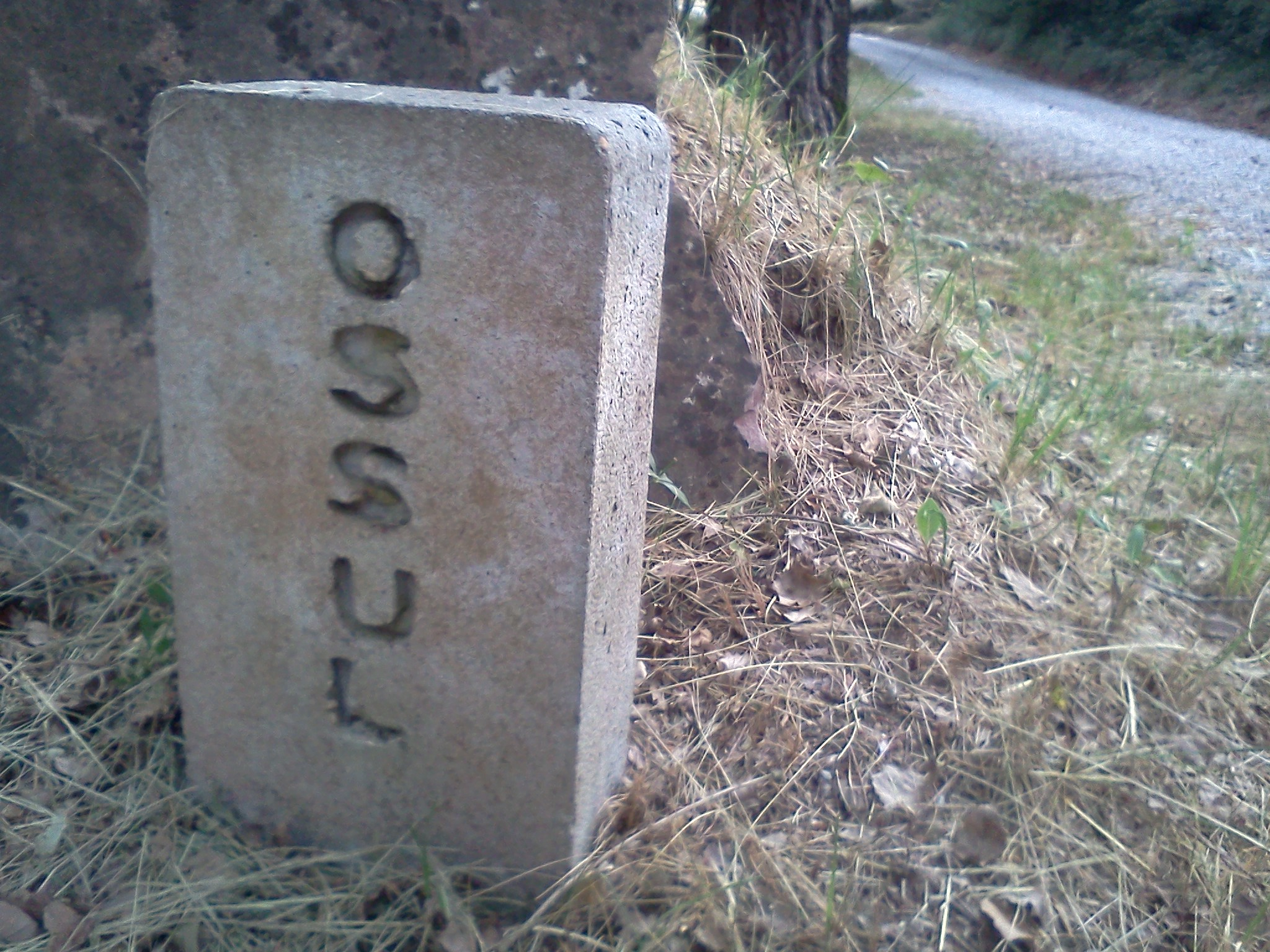
Fita de l'Óssol
L'Óssol, respecte del terme de Granera